# کارل لاشلی
کارل لاشلی (انگلیسی: Karl Lashley؛ ۷ ژوئن ۱۸۹۰ – ۷ اوت ۱۹۵۸) دانشمند در زمینه عصب‌روان‌شناسی اهل ایالات متحده آمریکا بود.